# Roger MacDougall
Roger MacDougall (Glasgow, 2 agosto 1910 – Northwood, 27 maggio 1993) è stato uno sceneggiatore e commediografo scozzese.
Ha cominciato a scrivere sceneggiature negli trenta. La maggior parte dei suoi lavori sono stati prodotti negli cinquanta. La sua sceneggiatura più popolare è stata quella de Lo scandalo del vestito bianco. 
Roger MacDougall, era il cugino del regista Alexander Mackendrick.

## Filmografia
- Midnight at Madame Tussaud's, regia di George Pearson (1936)
- Fuoco a mezzanotte (Midnight Menace), regia di Sinclair Hill (1937)
- Lo scandalo del vestito bianco (The Man in the White Suit), regia di Alexander Mackendrick (1951)

## Spettacoli teatrali
- The Man in the White Suit
- To Dorothy, A Son, di Roger MacDougall in collaborazione con Otis Bigelow (Broadway, 19 novembre 1951)
- Escapade, di Roger MacDougall (Broadway, 18 novembre 1953)
- Hide and Seek, di Stanley Mann e Roger MacDougall (Broadway, 2 aprile 1957)